# Ismail Gulgee
Amin Ismail Gulgee (* 25. Oktober 1926 in Peschawar; † 16. Dezember 2007 in Karachi) war ein pakistanischer Künstler in Peschawar.
Gulgee war für seine abstrakte Malerei und für seine Porträts berühmt. Er war künstlerisch beeinflusst von der traditionellen islamischen Kalligrafie und der amerikanischen Kunstrichtung Action Painting, wobei seine kalligrafischen Gemälde als ausdrucksstarke Interpretationen arabischer Schriftzeichen verstanden werden können.
Am 18. Dezember 2007 wurde Gulgee mit seiner Frau und einer Hausangestellten ermordet in seinem Haus aufgefunden.

## Nachweise
1. 1 2  news.orf.at
2. 1 2  www.szon.de (Seite nicht mehr abrufbar, festgestellt im April 2018. Suche in Webarchiven)  Info: Der Link wurde automatisch als defekt markiert. Bitte prüfe den Link gemäß Anleitung und entferne dann diesen Hinweis.